# Johan Lange (fodboldtræner)
 Der er flere personer med dette navn, se Johan Lange.
Johan Lange (født 22. november 1979) er sportsdirektør i den engelske fodboldklub Tottenham Hotspur, og skiftede fra Aston villa i 2023. Inden skiftet til Aston Villa i 2020 var han tilknyttet den danske superligaklub F.C. København som teknisk direktør.

## Karriere
Johan Lange har DBU's højeste træneruddannelse, P-licensen, og har tidligere været A+-træner i Lyngby Boldklub, inden han i januar 2008 fik en tilsvarende funktion i F.C. København. Siden kom han mere med ind omkring førsteholdet, mens Ståle Solbakken var cheftræner, og i sommeren 2011 blev han assistenttræner under Roland Nilsson og fortsatte som træner med et udvidet ansvarsområde, da Carsten V. Jensen overtog trænerjobbet i januar 2012.
I sommeren 2012 blev Johan Lange løst fra sin kontrakt for at blive assistenttræner for Ståle Solbakken i Wolverhampton Wanderers F.C. Her blev de begge fyret den 5. januar 2013, og den 2. maj 2013 blev Johan Lange præsenteret som ny cheftræner for Lyngby Boldklub, efter at Esbjerg fB tidligere samme dag havde offentliggjort, at den daværende manager for Lyngby Boldklub, Niels Frederiksen, som ny cheftræner til den kommende sæson. 
Johan Lange stoppede i Lyngby BK den 5. december 2013, da jobbet i klubben ikke levede op til hans forventninger. Han blev afløst af Jack Majgaard, der indtil da havde fungeret som assistenttræner for ham.
I januar 2014 blev Lange igen ansat i F.C. København i en ny stilling som udviklingschef, og i maj 2014, hvor den hidtidige sportsdirektør Carsten V. Jensen var blevet afskediget, blev Ståle Solbakken udnævnt til manager og Johan Lange til teknisk direktør.
I august 2020 blev Lange ansat som sportsdirektør i Aston Villa.